# Уляновск (самолетоносач)
Уляновск (поръчка С-107) е незавършен атомен тежък авионосен крайцер (АТАВКР) на ВМФ на СССР. Кораб от проекта 1143.7. Поради тежката икономическа обстановка, създадена след разпада на СССР, строителството на кораба е прекратено. Разкомплектован е на стапела през 1992 г.

## История на строителството
Разработката на атомния тежък авионосен крайцер „Уляновск“ от проекта 1143.7, който трябва да стане флагман на ВМФ, започва в Невското проектно-конструкторском бюро през 1984 г. под ръководството на Л. В. Белов (по-късно сменен от Ю. М. Варфоломеев). При проектирането се отчита опита от разработката на проекта 1160. АТАВКР „Уляновск“ е планиран като първият в серия от четири еднотипни кораба.
На 11 юни 1986 г. Главното управление по корабостроене на ВМФ дава на Черноморския корабостроителен завод в Николаев поръчка за построяването на кораб от проекта 1143.7, договора за строителството на който е сключен на 30 декември 1987 г. На 4 октомври 1988 г. АТАВКР „Уляновск“ е зачислен в списъците на ВМФ на СССР. Неговото официално залагане се състои на 25 ноември 1988 г. на стапела на Черноморския корабостроителен завод, веднага след спускането на вода на ТАВКР „Рига“ (виж „Варяг“). При залагането стойността на строителството е определена на 800 милиона рубли, а общата стойност, с въоръжението и разходите за проектиране съставлява колосалната по онези времена сума от два милиарда съветски рубли. Стапелният период се определя за 2,6 години, към създаването на кораба са включени около 600 завода. През декември 1995 г. главния АТАВКР „Уляновск“ по план трябва да влезе в строй.
Строителството на кораба върви с интензивни темпове: към средата на 1991 г. са поставени конструкции с обща маса около 27 000 т, а готовността му е доведена до 18,3 процента.
На 1 ноември 1991 г. АТАВКР „Уляновск“ е изключен от състава на ВМФ, финансирането на проекта е прекратено. Известно време завода със собствени средства води монтажа и сглобяването, но в началото на 1992 г., след разпадането на СССР, Русия и Украйна окончателно се отказват от последващото строителство на кораба. В съответствие с разпореждане № 69-Р от 4 февруари 1992 г., подписано от първия вицепремиер на Украйна К. Масик, от 5 февруари 1992 г. започва разглобяването на корпусните конструкции на „Уляновск“. разходите за тези работи съставят 80 процента от труда за вече направеното.
Към 29 октомври 1992 г. „нулевият“ стапел е освободен – поръчка 107 престава да съществува.

## Конструкция
Кораба има свободна от носа до кърмата полетна палуба, трамплин за излитане на самолетите, бордови самолетоподемници и аерофинишери. Корпуса на кораба, изпълнен основно от бронирана стомана, по цялото си протежение има двойно дъно. Непотопимостта му е осигурена при наводняването на пет съседни отсека с обща дължина не по-малко от 20% от дължината на кораба. Надстройката („острова“) наброява 13 нива и има височина 32 м. По общата си архитектура тя повтаря надстройката на пр. 1143.6 и е поставена върху спонсон. Четирите реактора със съответстващото оборудване по двойки са разположени в един отсек по всеки борд. Всеки от реакторните отсеци по диаметралната плоскост на кораба се дели на две части от водонепроницаема преграда. Към кърмата от тези отсеци се намират две машинни отделения, в които са поставени четирите ГТЗА, от които двата носови работят за външните гребни валове, а двата кърмови – за вътрешните. Електростанциите са разположени към носа и към кърмата от отсеците на главната енергетична установка. За подаването на авиационните боеприпаси от погребите им има 12 асансьора. Кацането на самолетите трябва да става чрез аерофинишерите в кърмовата част на полетната палуба. ПКР „Гранит“ са разположени също като на пр. 1134.6.
Всичко корпуса е разделен на 20 водонепроницаеми отсека, преградите на които са издигнати до хангарната палуба, има също и второ дъно и две водонепроницаеми платформи. Шпацията традиционно за Невското ПКБ е приета от 1 метър. В първия (таранен) отсек са – приборите за хидроакустичния комплекс (ХАК) в носов бълбов обтекател, котвено – швартовия механизъм, кутиите за веригите, баластни цистерни и малки килери/складове. Във втория – жилищния отсек – са кубриците за личния състав, санитарно – битовите помещения, цистерни. В третия – подпалубните пускови установки (ПУ) на комплекса „Гранит“ и бойните постове. В четвъртия и петия са жилищни отсеци – с каюти, кубрици, складове, отделения за спомагателните механизми. Шести отсек – погреби за авиобоезапаса, шахтите на подемниците, каюти. В седми отсек има спомагателни механизми, бойни постове и каюти. Осми и девети отсеци са жилищни. В десети отсек се намират главния команден пост (ГКП), бойната информационно-управляваща система (БИУС), бойните постове, тук, на шестата палуба е изход към отвъдбордните трапове. В единадесетия отсек са спомагателните котли, носовата електростанция, ПЕЖ (пост енергетика и живучест), коридор за газоотводите. Дванадесети е реакторния отсек с надапаратното помещение, след това са носовия и кърмовия турбинни отсеци (носовия ешелон за бордовите винтове). Петнадесети отсек е за кърмовата електростанция и разпределителните табла. Шестнадесети отсек – цистерни с авиогориво, погреб за авиобоезапаса, спомагателни механизми. След това – в два отсека – цистерни с авиогориво в отделни съдове. Следват кърмовите – румпелния и диферентния отсеци.
Надлъжно по левия борд е предвиден непрекъснат проход от носа до кърмата, с огнезащитни врати, в бойни условия този проход се разделя на помещения, а във всеки водонепроницаем отсек има индивидуална шахта за влизане в него.
Размерите на хангара (с безпилерсна конструкция) са 175 х 32×7,9 м, има три бордови самолетоподемника с товароподемност по 50 т (два от тях по десния борд), срещу всеки бордов отвор, на хангарната палуба, има въртящи се платформи за завъртане на самолетите след тяхното прибиране.
Енергоустановката е атомна, с 4 реактора по 305 МВт и с 4 парни турбини по 50000 к.с. Движителите са 4 винта, с фиксирана стъпка, и диаметър 4,8 м при 300 оборота. Скоростта на пълен ход е 29,5 възела, на икономичния – 18 въз. Със спомагателните парни котли кораба може да даде ход от 10 възела. Далечината на плаване и мореходността са неограничени. Системи за успокояване на люлеенето не са предвидени (има само надлъжни скулови килове). Мощността на електростанциите е 27000 кВт – 10 турбогенератора по 1500 кВт, 8 дизел-генератора по 1500 кВт. Запаса авиогориво е 5000 т. Екипажа – 2300 души, авиогрупа – 1100 души, щаба на флагмана – 40 души. Автономност – 120 денонощия. Предполага се използването на отработената на предходните ТАВКР система за организация: седем бойни части, четири служби и три команди: (БЧ-1 щурманска, БЧ-2 ракетно–артилерийска, БЧ-3 минно-торпедна, БЧ-4 свръзка, БЧ-5 електромеханическа, БЧ-6 авиационна, БЧ-7 радиотехническа, службите – медицинска, химическа, живучест и снабдяване, командите – управление, комендантска, боцманска).
Въоръжение: 70 летателни апарата, в т.ч. самолети Су-27К 24 единици, самолети МиГ-29 24 единици, самолети за ДРЛО Як-44 4 единици, 16 противолодъчни вертолета Ка-27ПЛО, 2 издирвателно–спасителни вертолета Ка-27ПС. Ъгъла на трамплина е 14 градуса, неговата дължина е 51 метра, ширина при края – 27 метра, лентата за кацане е с дължина 228 метра.
Ракетно въоръжение: 12 ПКР с оперативно – тактическо предназначение „Гранит“ в подпалубни установки (с „мокър“ старт), а също многоканален ЗРК за самоотбрана „Кинжал“ (4 пакета по 6 ПУ) със 192 ЗУР с вертикален пуск и 4 антенни поста К-12, съвместени със ЗРАК „Кортик“ чрез БИУС. Ракетно–артилерийският комплекс за самоотбрана „Кортик“ се състои от 8 бойни модула (256 ЗУР и 48000 патрона калибър 30 мм) и работи в режим на дострелване на преминалите през „Кинжал“ ракети или по малки надводни цели (например, плаващи мини). Любопитно е, че „Туламашзавод“ успява да произведе 16 установки „Кортик“, колкото за два самолетоносача, те събират прах в складовете на фирмата и са поставени на експортни кораби за Индия. Вместо „Кинжал“ също се обмисля поставянето на новия зенитен комплекс за самоотбрана „Колчан“ (или, иначе, „Полимент-Редут“), който, разбира се, няма начин да е готов към момента на предаването на кораба. Вместо „Кортик“ може да се използва ЗРАК „Палаш“ с по-високи характеристики.
Противолодъчното и противоторпедното въоръжение включва ХАК „Звезда“ с РКПТЗ „Удав“ (боезапас – 60 РДБ), наистина, от стапелните фотографии в носовата част на „Уляновск“ се вижда, че по-скоро, е оставен „Полином“, както и на предходните четири, само че без буксируемата антена.
Радиотехническите системи включват в себи си БИУС „Трон-Дипломант“, с помощта на която системите за ПРО са обединени в единен автоматизиран контур; авиационна БИУС, система за насочване на изтребителите „Газон“, навигационен комплекс „Андромеда“ (с 1,5 пъти увеличена точност в сравнение със „Салгир“), комплекса на средствата за радиосвръзка, системата за космическа свръзка „Центавър“, комплекса за засичане на въздушни и надводни цели със система за обработка на информацията „Марс-Пассат“, резервните РЛС за общ контрол МР-650 „Подберьозовик“ и за засичане на нисколетящи въздушни цели МР-350 „Подкат-М“, РЛС за управление на полетите „Резистор К-4“, навигационните РЛС „Волга“, автоматизирания комплекс на средствата за РЕБ ТК-146 „Созвездие-БР“

### Реактор
Разработката на АППУ за новия самолетоносач се прави на базата на произвеждания вече реактор КН-3, които са поставяни на атомните крайцери от типа „Киров“, само че форсиран тип, с увеличен до 12 години ресурс на активната зона за сметка на използването на високообогатен уран. Работите се изпълняват под ръководството на главния конструктор на ОКБМ Ю. К. Панов, техническия проект за компоновката на АППУ се изпълнява под ръководството на А. В. Агеев, а работния проект (от 1987 г.) под ръководството на И. С. Вотинцев.
Установката се проектира с осигуряване на нови, повишени, изисквания за безопасност, за реализация са планирани всички най-съвременни технически решения (в т.ч. екраниран колектор в системата за компенсация на налягането), напълно отчитащи опита в създаването и експлоатацията на установките-прототип. АППУ тип КН-3 се показва като напълно безопасна и ремонтопригодна – така например, на поръчка 800 през 1985 г. излиза от строя една от помпите на първия контур. Година кораба плава с ограничена мощност, след което в завода помпата е заменена в течение на 10 дни. Отделни ремонтни работи са провеждани в системите за компенсиране на налягането, тръбните системи за парогенераторите и не водят до отклонения от нормите за радиационна обстановка на корабите (отвъд пределите на подблочното пространство на АППУ).
Работният проект е съгласуван през 1988 г. с всички заинтересувани предприятия и започва производството на необходимото оборудване и екипировка. От август 1988 г. сътрудниците на бюрото по компоновка започват периодичното техническо обслужване на производството и монтажа на реактора КН-3-43 в завода-строител. Корабна АЕУ с такива характеристики в света преди това не съществува, няма и до днес – при мощност на турбоагрегатите около 300 МВт и мощност на спомагателните системи от 27 МВт общата мощност съставлява 810 МВт, което е почти двойно повече от аналогичната при американските самолетоносачи, паропроизводителността би достигала в час до 900 тона пара, при нейна температура от 475 градуса.
Към момента на пълното прекратяване на финансирането на строителството, през ноември 1991 г., в завода-строител е завършено производството на четирите съда на железоводната защита, блоковете на биологическата защита, секциите на огражденията, започнато е заваряването на главните входове на помпите на първия контур.

### Конструктивна защита
Надводна бронирана защита на погребите и хангара, с обща маса 1700 т, е за първи път внедрена на четвъртия кораб ТАВКР „Баку“, от проекта 1143.4. Приетата система огледално се различава от класическото линкорно брониране: защита има подвижна (екранна) преграда, зад която на разстояние 3,5 м е разположена бронята.

## Авиогрупа
За новия кораб промишлеността предлага както относително готовите машини Су-33 (така от 1988 г. започва да се нарича Су-27К), Ка-27, така и съвсем новият корабен самолет за радиолокационен дозор Як-44.

Два изтребителя тип Су-33, патрулиращи на далечина 120 – 130 км от кораба за базиране, на височини от 4500 до 7500 метра, с общо време на патрулирането до 3 часа. При базиране на самолети Як-141 те се предполага да бъдат управляеми с помощта на вертолета за радиолокационен дозор и насочване Ка-252РЛД.
За учебни цели се предполага наличието на самолети МиГ-29КУБ и Су-25УТГ. Авиогрупата на АТАВКР „Уляновск“ трябва да включва 70 летателни апарата. Планира се следния неин състав:
- Изтребител Су-33 м – 60 бр.
- Самолет за РЛДН Як-44РЛД – 4 бр.
- Противолодъчен вертолет Ка-27 – 2 бр.
- Издирвателно-спасителен вертолет Ка-27ПС – 2 бр.

Кораба има два парни катапулта „Маяк“, създадени от Пролетарския завод, трамплин и 4 аерофинишера. За съхраняване на ЛА под палубата има хангар с размери 175×32×7,9 м. На полетната палуба ЛА се качва с помощта на 3 подемника с товароподемност по 50 т (2 по десния и 1 по левия борд). В кърмовата част е разположена оптичната система за кацане „Луна“.

## Обща оценка на проекта
По своите характеристики, АТАВКР от типа „Уляновск“ биха били първите съветски авионосни кораби, не отстъпващи по размери и възможности на авиогрупата си на американските атомни многоцелеви самолетоносачи от типа „Ентърпрайз“ и „Нимиц“. Наличието (за първи път в съветската практика) на парни катапулти и възможности да вдигат от палубата си самолети за ДРЛОиУ значително разширяват функциите на кораба в сравнение с предшестващите класове.
Сравнявайки авиогрупата на кораба с авиогрупата, приета по същото време на АВМА от типа „Нимиц“, може да се видят съществени различия:
| Клас самолети                  | АВИА тип „Нимиц“ до 2005 г. | АВМА тип „Нимиц“ след 2005 г. | АТАВКР „Уляновск“ |
| ------------------------------ | --------------------------- | ----------------------------- | ----------------- |
| Далечни изтребители-прехващачи | 28 самолета F-14            | Няма                          | Няма              |
| Ударни изтребители             | 28 самолета F/A-18          | 28 F/A-18C 24 F/A-18F         | 60 Су-33          |
| Щурмовици                      | 12 A-6E                     | Няма                          | Няма              |
| Самолети ДРЛОиУ                | 4 E-2C                      | 4 E-2C                        | 4 Як-44           |
| Самолети за РЕБ                | 4 EA-6B                     | 4 EA-6B                       | Няма              |
| Противолодъчни самолети        | 10 S-3A                     | 8 S-3B (летящи танкери)       | Няма              |
| Противолодъчни вертолети       | 6 SH-3H                     | 4 SH-60F                      | 16 Ка-27          |
| Многоцелеви вертолети          | Няма                        | 2 HH-60H                      | 2 Ка-27ПС         |
| Транспортни самолети           | 2 С-2 „Грейхаунд“           | 1 С-2 „Грейхаунд“             |                   |

Отличията в състава на авиогрупите се обясняват с различните доктрини за използване на самолетоносачите при СССР и САЩ. За ВМС на САЩ, в плановете за опериране на които преобладават ударните функции, а основните възможни противници са съветската МРА и ПЛАРК, е оправдано наличието на борда както на специализираните прехващачи и специализираните щурмовици, така и на самолетите за далечна ПЛО. За СССР, за самолетоносачите на който се предполага ролята на средства за прикритие на разгръщаните НК и ПЛ в океана, основен противник са палубната и бреговата авиация на НАТО, имаща числено превъзходство. За това е напълно оправдано насищането на съветските авиогрупи с изтребители. Тенденцията за развитие на авиогрупите на САЩ в периода 2005 – 2011 се намират в определено съответствие със съветските идеи за АТАВКР „Уляновск“.
Известен анахронизъм изглежда съхраняването на самолетоносача на мощно ударно въоръжение. Според някои данни, на втория кораб от проекта то вече не трябва да присъства.